# Силикаат
Акционерное общество «Силика́ат» (эст. AS Silikaat) — предприятие Эстонии, занимающееся наземной и подводной добычей строительного и засыпного песка и производством силикатных строительных материалов. Регистровый адрес: Пярнуское шоссе 238, Таллин, Харьюмаа 11624.

## История

### В Российской империи
Весной 1899 года предприниматель Мартин Беклер (Martin Böckler) купил в Ревеле (на месте современного торгового центра «Ярве») недвижимость площадью 76 500 м2 для строительства завода по производству силикатного кирпича. Однако начавшийся экономический кризис нарушил планы Беклера, и новый завод так и не заработал. Началом производства силикатного кирпича в Эстонии и годом основания предприятия «Силикат» считается 1910 год, когда на месте завода Беклера начала свою деятельность фабрика силикатного кирпича «Аmberg О. & Co» под руководством инженера Оскара Амберга.

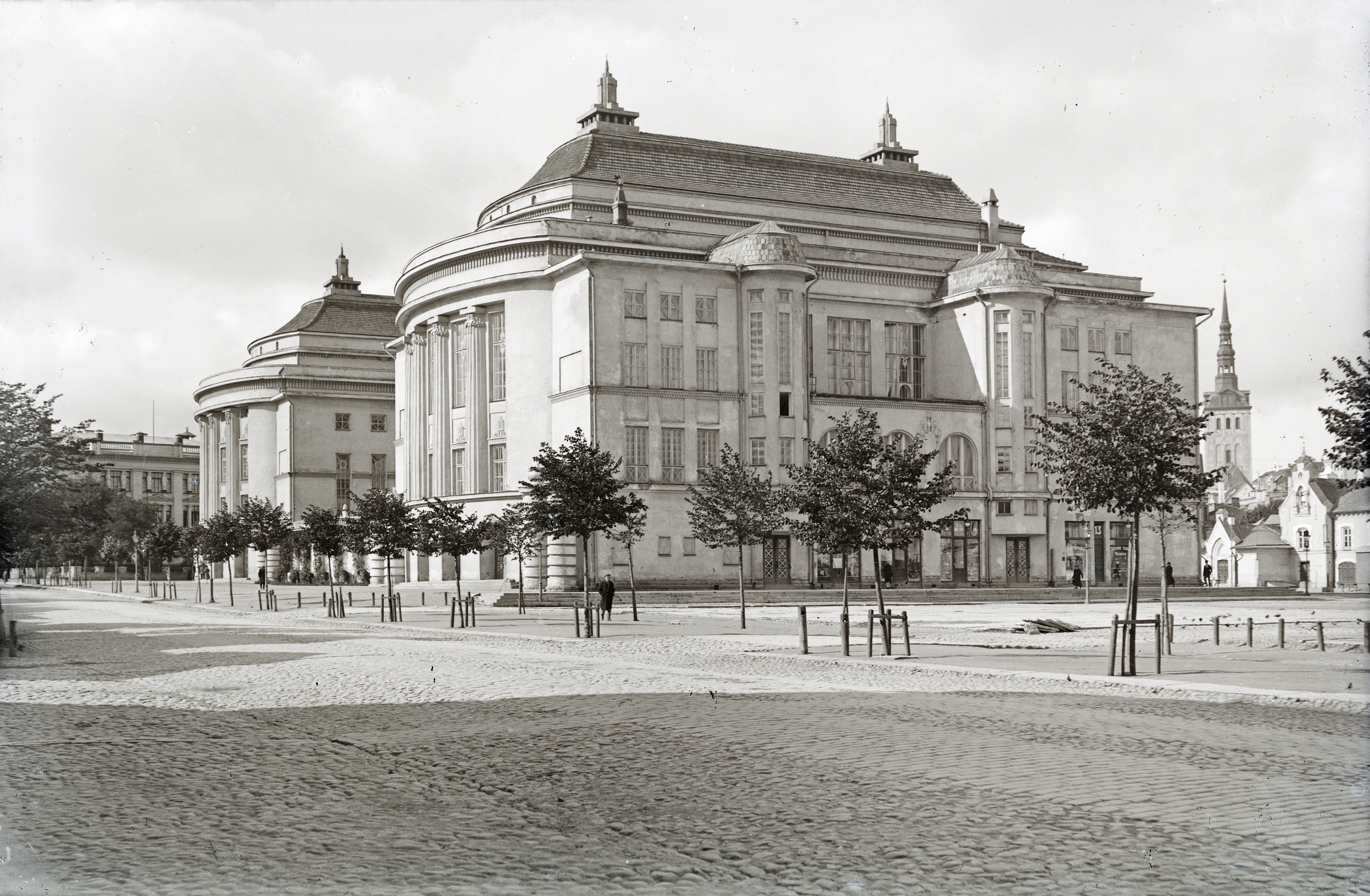
Театр «Эстония», 1930-е годы

На заводе работало 15 человек. В год производилось 2,5–3 млн. шт. кирпичей. Одним из основных заказчиков фабрики Амберга стала российская императорская армия: кирпич требовался для строительства Морской крепости Императора Петра Великого, для судостроительных верфей и военного порта. Силикатный кирпич также шёл на строительство театра «Эстония», которое было завершено в 1913 году.
Работа завода остановилась из-за войны в 1916 году.

### В Первой Эстонской Республике

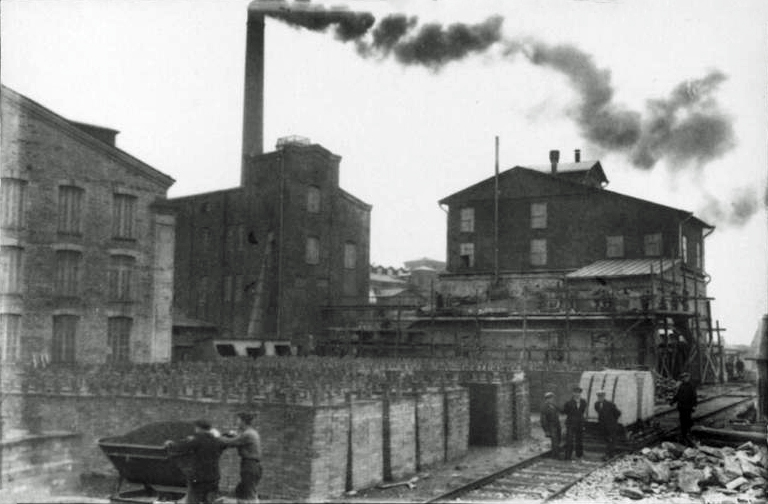
Фабрика силикатного кирпича в Таллине, 1930 год

Завод возобновил работу в 1923 году, когда он стал паевым товариществом «Silikaat». В 1930-х годах на заводе работало более 40 человек, в год производилось 7,5 млн. шт. силикатных кирпичей.
В 1939 году из силикатного кирпича предприятия «Silikaat» была возведена смотровая башня горы Суур-Мунамяги.

### В Советской Эстонии
После присоединения Эстонии к СССР завод был национализирован. Ежегодно производилось 150 млн. шт. силикатных кирпичей. В 1960—1970-х годах было начато производство рубероидных и гипсокартонных перегородок и релина (в то время он был первым и единственным видом линолеума в Эстонии).
В 1973 году к предприятию был присоединён завод строительных материалов «Мяннику», основанный в 1938 году как завод силикатного кирпича «Кварц», и оно получило название Производственное объединение «Силикат» (эст. Tootmiskoondis «Silikaat»).
В 1978 году продукция объединения составила 49,6 млн м2 рулонных кровельных материалов (в т. ч. 32,4 млн. м2 рубероида),  0,6 млн м2 релина, 216,4 млн. шт. силикатного кирпича 180,8 тыс. м2 перегородочных панелей из гипсобетона, 453 тыс. м2 бемитовых кровельных плит, 753 тыс. м3 строительного песка, 51 800 т извести.
Численность работников производственного объединения по состоянию на 1 января 1979 года составляла 1767 человек.
Директором завода с 1963 года и генеральным директором ПО с 1973 года был Леонхард Лийв (Leonhard Liiv).

## В Эстонской республике
История предприятия в восстановленной Эстонской республике характеризуется следующими ключевыми датами:
- 1992 год —  ПО «Силикат» стало государственным акционерным обществом (RAS Silikaat);
- 1993 год — на предприятии началось производство строительных смесей;
- 1995 год — предприятие приватизировано крупным эстонским предпринимателем (в будущем — миллионером[7]) Велло Кунманом (Vello Kunman)[1]. Производственная деятельность перенесена в микрорайон Мяннику; завод на территории микрорайона Ярве ликвидирован, и в 2002 году на его месте завершено строительство торгового центра «Ярве»[8];
- 2005 год — началось производство силикатных блоков;
- 2013 год — предприятие получило сертификаты ISO 9001 и ISO 14001.

Компания имеет 4 карьера в окрестностях Таллина общей площадью 400 гектара, а также несколько мест добычи песка в других районах Эстонии. Она является единственным предприятием Эстонии, производящим силикатные строительные материалы.
По состоянию на 30 июня 2023 года численность работников «AS Silikaat» составляла 22 человека. Фирма входит в состав концерна «AS Silikaat Grupp», в котором насчитывается 35 предприятий, в том числе торговый центр «Ярве» («Järve Keskus»). Численность работников материнской компании концерна по состоянию на 30 июня 2023 года составляла 13 человек.

## Основные показатели
В 2019 году торговый оборот предприятия составил 5,673 млн евро; произведено 700 тыс. тонн песка, 1 031 919 силикатных камней и 1900 тонн сухих строительных смесей.

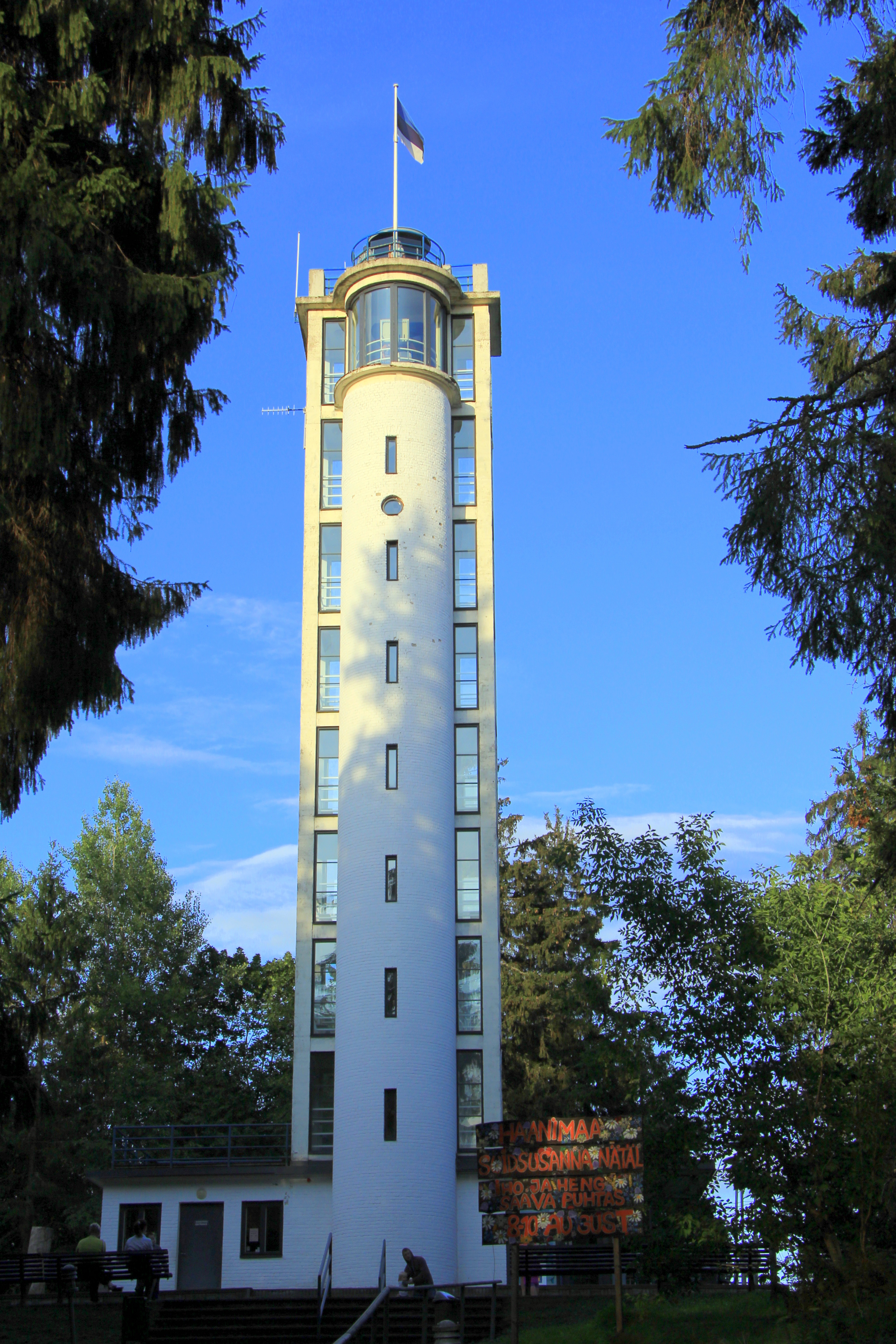
Смотровая башня Суур-Мунамяги

Торговый оборот и доля промышленного производства. :
|                                    | 2019    | 2020      | 2021      | 2022      |
| ---------------------------------- | ------- | --------- | --------- | --------- |
| Торговый оборот, евро              | 5643503 | ↘ 5118511 | ↗ 6205476 | ↘ 5802036 |
| Доля промышленного производства, % | 72,2    | ↘ 71,7    | ↗ 75,9    | ↘ 64,5    |

Численность работников по состоянию на I квартал каждого года:
| Год  | 2015 | 2016 | 2017 | 2018 | 2019 | 2020 | 2021 | 2022 | 2023 |
| ---- | ---- | ---- | ---- | ---- | ---- | ---- | ---- | ---- | ---- |
| Чел. | 40   | ↗ 42 | ↗ 47 | ↘ 46 | → 46 | ↘ 42 | ↘ 34 | ↘ 32 | ↘ 23 |

Средняя брутто-зарплата работника в месяц по состоянию на I квартал каждого года:
| Год  | 2015 | 2016   | 2017   | 2018   | 2019   | 2020   | 2021   | 2022   | 2023   |
| ---- | ---- | ------ | ------ | ------ | ------ | ------ | ------ | ------ | ------ |
| Евро | 1316 | ↗ 1540 | → 1540 | ↘ 1465 | ↗ 1770 | ↗ 1920 | ↗ 2140 | → 2140 | ↗ 2465 |

В 2022 году по сравнению с 2021 годом производство в ценовом выражении снизилось по всем видам продукции: песка — на 16,7 %, сухих строительных смесей — на 7, 7 %, силикатных камней — на 92,5 %.